# Élections régionales de 1990 en Saxe
Les élections régionales de 1990 en Saxe (en allemand : Landtagswahl in Sachsen 1990) se tiennent le 14 octobre 1990, afin d'élire les 160 députés de la 1re législature du Landtag, pour un mandat de quatre ans.
Le scrutin est marqué par la large victoire de la CDU, qui s'arroge une solide majorité absolue. Kurt Biedenkopf devient le nouveau ministre-président.

## Mode de scrutin
Le Landtag est constitué de 160 députés (en allemand : Mitglied des Landtags, MdL), élus pour une législature de cinq ans au suffrage universel direct et suivant le scrutin proportionnel d'Hondt.
Chaque électeur dispose de deux voix : la première (Wahlkreisstimme) lui permet de voter pour un candidat de sa circonscription selon les modalités du scrutin uninominal majoritaire à un tour, le Land comptant un total de 80 circonscriptions ; la seconde voix (Landesstimme) lui permet de voter en faveur d'une liste de candidats présentée par un parti au niveau du Land.
Lors du dépouillement, l'intégralité des 160 sièges est répartie proportionnellement aux secondes voix entre les partis ayant remporté au moins 5 % des suffrages exprimés au niveau du Land ou deux circonscriptions. Si un parti a remporté des mandats au scrutin uninominal, ses sièges sont d'abord pourvus par ceux-ci.
Dans le cas où un parti obtient plus de mandats au scrutin uninominal que la proportionnelle ne lui en attribue, il conserve ces mandats supplémentaires et la taille du Landtag est augmentée par des mandats complémentaires distribués aux autres partis pour rétablir une composition proportionnelle aux secondes voix.

## Campagne

### Principaux partis
| Parti | Parti                                                                              | Chef de file                                  |
| ----- | ---------------------------------------------------------------------------------- | --------------------------------------------- |
|       | Union chrétienne-démocrate d'Allemagne Christlich Demokratische Union Deutschlands | Kurt Biedenkopf                               |
|       | Parti social-démocrate d'Allemagne Sozialdemokratische Partei Deutschlands         | Anke Fuchs                                    |
|       | Parti du socialisme démocratique Partei des Demokratischen Sozialismus             | Eberhard Langer                               |
|       | Nouveau Forum - Alliance 90 - Les Verts Neues Forum - Bündnis - Grüne              | Martin Böttger                                |
|       | Parti libéral-démocrate Freie Demokratische Partei                                 | Axel Viehweger (Ministre des Travaux publics) |

## Résultats

### Voix et sièges
|                                   | Union chrétienne-démocrate d'Allemagne (CDU)    | Union chrétienne-démocrate d'Allemagne (CDU)    | 1 321 619 | 50,77 | 80        | 1 417 332 | 53,82 | 12 | 92  |  |  |  |  |  |
|                                   | Parti social-démocrate d'Allemagne (SPD)        | Parti social-démocrate d'Allemagne (SPD)        | 458 385   | 17,61 | 0         | 502 722   | 19,09 | 32 | 32  |  |  |  |  |  |
|                                   | Parti du socialisme démocratique (PDS)          | Parti du socialisme démocratique (PDS)          | 286 432   | 11,00 | 0         | 269 420   | 10,23 | 17 | 17  |  |  |  |  |  |
|                                   | Nouveau Forum - Alliance 90 - Les Verts (Forum) | Nouveau Forum - Alliance 90 - Les Verts (Forum) | 183 182   | 7,04  | 0         | 147 543   | 5,60  | 10 | 10  |  |  |  |  |  |
|                                   | Parti libéral-démocrate (FDP)                   | Parti libéral-démocrate (FDP)                   | 173 556   | 6,67  | 0         | 138 376   | 5,26  | 9  | 9   |  |  |  |  |  |
|                                   | Union sociale allemande (DSU)                   | Union sociale allemande (DSU)                   | 150 399   | 5,78  | 0         | 94 347    | 3,58  | 0  | 0   |  |  |  |  |  |
|                                   | Parti national-démocrate d'Allemagne (NPD)      | Parti national-démocrate d'Allemagne (NPD)      | 0         | 0,00  | 0         | 17 727    | 0,67  | 0  | 0   |  |  |  |  |  |
|                                   | Renouveau démocratique (DA)                     | Renouveau démocratique (DA)                     | 8 775     | 0,34  | 0         | 14 894    | 0,57  | 0  | 0   |  |  |  |  |  |
|                                   | Autres                                          | Autres                                          | 21 040    | 0,81  | 0         | 31 061    | 1,18  | 0  | 0   |  |  |  |  |  |
|                                   |                                                 |                                                 |           |       |           |           |       |    |     |  |  |  |  |  |
| Votes valides                     | Votes valides                                   | Votes valides                                   | 2 603 388 | 96,43 |           | 2 633 422 | 97,54 |    |     |  |  |  |  |  |
| Votes blancs et nuls              | Votes blancs et nuls                            | Votes blancs et nuls                            | 96 336    | 3,57  | 66 302    | 2,46      |       |    |     |  |  |  |  |  |
| Total                             | Total                                           | Total                                           | 2 699 724 | 100   | 80        | 2 699 724 | 100   | 80 | 160 |  |  |  |  |  |
| Abstentions                       | Abstentions                                     | Abstentions                                     | 1 009 486 | 27,22 |           | 1 009 486 | 27,22 |    |     |  |  |  |  |  |
| Nombre d'inscrits / participation | Nombre d'inscrits / participation               | Nombre d'inscrits / participation               | 3 709 210 | 72,78 | 3 709 210 | 72,78     |       |    |     |  |  |  |  |  |

### Analyse
Alors que près des trois quarts des inscrits ont pris part au vote, le résultat conduit à une victoire sans appel de la CDU. Totalisant plus de 50 % des premières et secondes voix, elle s'adjuge les 80 circonscriptions à pourvoir et remporte presque le triple de suffrages de son premier poursuivant. Dans l'ensemble, le scrutin est marqué par une nette domination du centre droit puisque le FDP entre lui aussi au Landtag. Le SPD réunit de son côté moins de 20 % des voix et prend la place premier opposant, devançant nettement le PDS et l'alliance des mouvements citoyens opposés à la RDA.

### Conséquences
Le 8 novembre, Kurt Biedenkopf est investi à 60 ans ministre-président de Saxe. De son côté, la chef de file du SPD Anke Fuchs renonce à occuper son mandat parlementaire.